# Parc de Görlitz
Le parc de Görlitz (de l'allemand Görlitzer Park [ˈɡœʁlɪtsɐ paʁk]) est un espace vert de 14 ha à Berlin-Kreuzberg. Surnommé Görli par bérolinisme, il est d'une forme rectangulaire orientée du nord-ouest au sud-est. À la sortie nord-ouest du parc se trouve la station de métro Gare de Görlitz. 

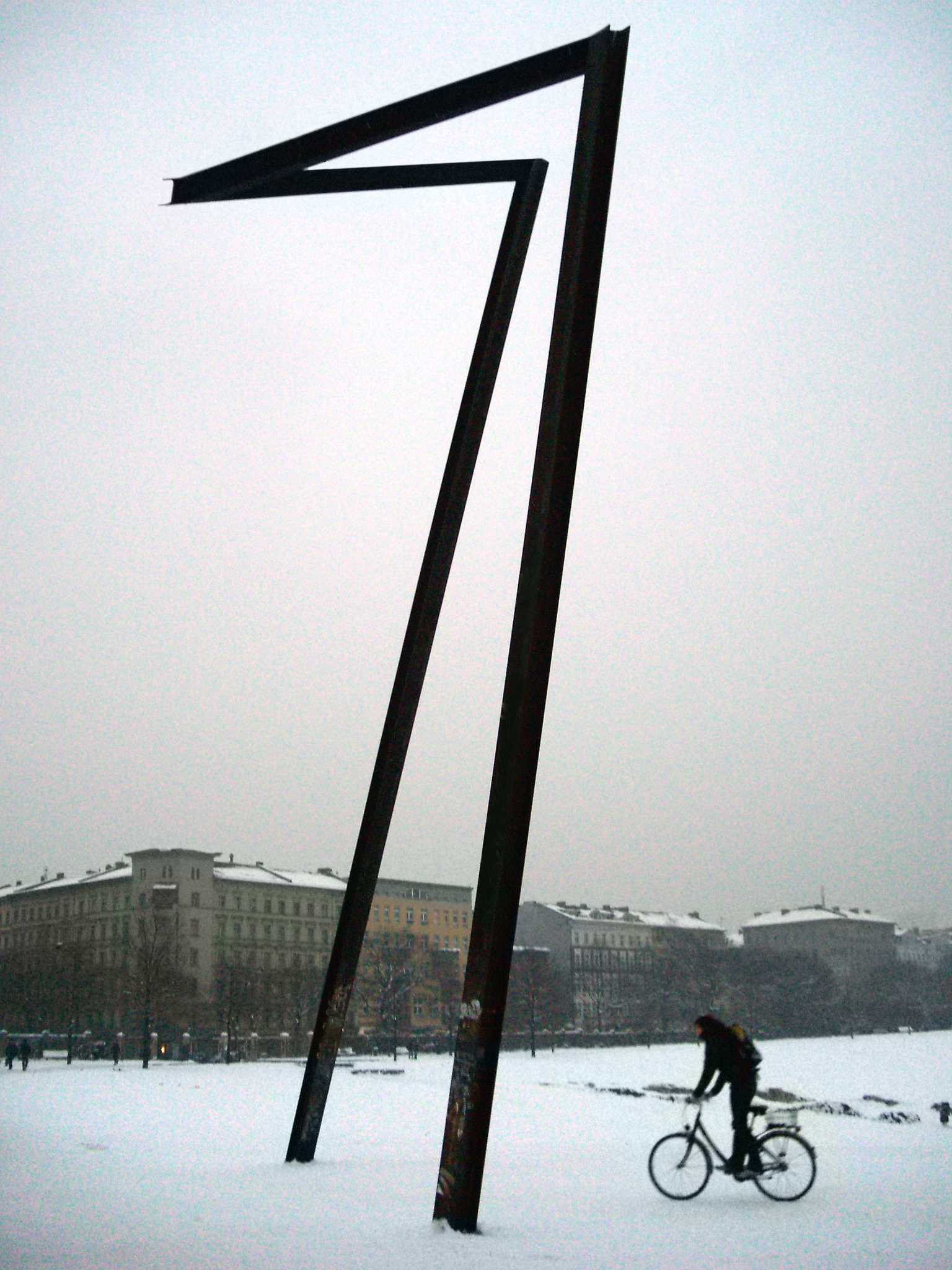
Homme qui marche, sculpture de Rüdiger Preisler, au Parc de Görlitz.

Il a été créé à la fin des années 1980 sur un terrain qui servait jadis aux voies de l'ancienne gare-terminus de Görlitz. En plus d'un espace vert très fréquenté par les pique-niqueurs et les riverains, le parc comporte une ferme pour enfants, plusieurs terrains de sports et de jeux, deux collines et une mare.
Au cours des années 2000, le parc est devenu une plaque tournante du trafic de stupéfiants de Kreuzberg. Des patrouilles policières sont organisées quotidiennement depuis mai 2014 après des plaintes de riverains.